# Paragonia pubicornis
Paragonia pubicornis là một loài bướm đêm trong họ Geometridae.